# Parlement de la République italienne
XIXe législature
Assemblée constituante
Palais Montecitorio (Chambre)
Palais Madame (Sénat)
Le Parlement italien (en italien : Parlamento italiano) est l'organe constitutionnel bicaméral titulaire du pouvoir législatif en Italie.
Il se compose de la Chambre des députés et du Sénat de la République, respectivement composées de 400 et 200 membres, auxquels s'ajoutent un nombre variable de sénateurs à vie. Avant la révision constitutionnelle adoptée en 2020 et mise en œuvre aux élections parlementaires de 2022, le parlement se composait de 630 députés et 315 sénateurs.
Élues pour un mandat de cinq ans selon un mode de scrutin associant en parallèle la proportionnelle et le vote majoritaire, les chambres peuvent être dissoutes conjointement ou séparément par le président de la République. Leur fonctionnement repose sur un bicamérisme égalitaire tant dans le vote des lois que dans le contrôle du gouvernement.
Les deux assemblées participent également à l'élection du chef de l'État, de juges à la Cour constitutionnelle ou encore de membres du Conseil supérieur de la magistrature.

## Structure

### Bicaméralisme parfait
Le Parlement italien repose sur une structure bicamérale : la Chambre des députés (Camera dei deputati) et le Sénat de la République (Senato della Repubblica).
Il fonctionne selon le principe du bicamérisme « parfait » ou « égalitaire » : les deux chambres disposent des mêmes compétences et ont le même poids dans le processus d'adoption de la loi ou de contrôle du gouvernement. Les décisions de la chambre basse ne priment pas celles de la chambre haute, à l'inverse de ce qui se passe dans l'immense majorité des parlements bicaméraux tels ceux de France, d'Espagne ou du Japon. Ce choix s'explique par la volonté de partager les pouvoirs et non de les concentrer comme à l'époque du régime fasciste.

### Composition
Les deux chambres sont élues simultanément au suffrage universel direct pour un mandat de cinq ans, le dernier scrutin ayant eu lieu en 2022.
La Chambre des députés se compose de 400 députés et le Sénat de 200 sénateurs élus. À ces derniers s'ajoute un nombre variable de sénateurs à vie, divisés entre les anciens présidents de la République et des citoyens choisis par le président de la République pour leurs mérites envers l'Italie.
Le nombre de députés était auparavant de 630, et celui des sénateurs élus de 315. En septembre 2020 cependant, une révision constitutionnelle entreprise sous les gouvernements Conte I et II fixe le nombre de députés à 400 et celui des sénateurs à 200 à compter de la législature issue des élections de 2022.
L'article 59 de la Constitution indique que le nombre de sénateurs à vie nommés est de cinq. À partir du septennat de Sandro Pertini, la pratique constitutionnelle a voulu que chaque chef de l'État puisse nommer cinq sénateurs à vie, indépendamment du nombre de sénateurs à vie nommés déjà en fonction. La révision de 2020 a cependant mis fin à cette pratique, le nombre de sénateurs à vie nommés étant désormais strictement limité à cinq en même temps.

### Présidents actuels
La Chambre des députés est présidée par Lorenzo Fontana, et le Sénat par Ignazio La Russa.
Le mode d'élection des présidents des deux assemblées diffère légèrement : à la Chambre des députés, la majorité des deux tiers des suffrages exprimés est requise aux trois premiers tours de scrutin, puis la majorité absolue suffit. Au Sénat, les deux premiers tours ne peuvent être remportés qu'à la majorité absolue, tandis qu'au troisième la majorité simple suffit.

## Séance commune
Selon l'article 55 de la Constitution de l'Italie, le Parlement a la faculté de se réunir en séance commune, dans les cas limitativement et expressément prévus par elle.
Ce type de réunion se tient à Rome, au palais Montecitorio, siège de la Chambre des députés où se trouve un hémicycle de taille suffisante pour accueillir près d'un millier de personnes, et sous la présidence du président de la Chambre.
La séance commune est convoquée pour l'élection du président de la République, à laquelle participent également des représentants des Régions, sa prestation de serment, sa mise en accusation pour « haute trahison » ou « attentat à la Constitution ». Elle se réunit également pour désigner cinq juges de la Cour constitutionnelle, un tiers des membres du Conseil supérieur de la magistrature et tirer au sort quarante-cinq citoyens parmi lesquels seront choisis les jurés à un éventuel procès du chef de l'État.

## Autodichia
Les litiges relatifs à la situation économique et juridique des agents parlementaires (l’autodichia), ainsi que les relations avec les fournisseurs et entrepreneurs relèvent d'une juridiction spéciale, interne au Parlement. 
Le fait que la rémunération des employés des organes constitutionnels italiens ne soit pas harmonisée (avec l'uniformisation croissante des autres employés de l'administration publique italienne) a été inculpé à l'existence, pour chacun d'eux, l'institut de l'autodichia.
L'argument a été contesté par la défense des requérants italiens qui ont gagné la cause Savino et autres contre l'Italie à la Cour européenne des droits de l'homme (« Quelle est la relation entre un gain et... la garantie des droits fondamentaux ? Si vous gagnez beaucoup (...) il est possible que..... cette atteinte aux droits fondamentaux que celui de la justice ? Ce sont des droits qui sont inestimables...... garanties juridiques, la protection d'un juge impartial »).
Cela a ajouté de nouveaux partisans à l'appel à l'abolition de l’autodichia, initialement demandée par les partisans de la primauté du droit pour tous les citoyens italiens: appelant à « une nouvelle administration des Chambres » ils se plaignent de ce que leur « présidence a raté une occasion importante de montrer ce qu'il manquait le plus au cours des dernières années : la capacité de gestion », défini « au moins rudimentaire ».
La validité constitutionnelle de cette règle fait l'objet de critiques de plus en plus fortes de la juridiction civile et constitutionnelle.